# 筏谷サービスエリア
筏谷サービスエリア（ポルゴクサービスエリア）は忠清南道論山市の湖南高速道路支線上(論山方向のみ）にあるサービスエリア。

## 道路
- 湖南高速道路支線

## 施設
- 食堂（朝鮮料理、西洋料理）
- うどん専門店
- 軽食
- コンビニエンスストア
- 人工滝
- ガソリンスタンド（エスオイル）（LPG充填所併設）
- 駐車場（大型57台、小型80台）

## 隣
鶏龍IC - 筏谷SA - 論山IC